# Näteryd
Näteryd  var en gård i Holaveden, Ödeshögs kommun, Östergötland. Näteryd räknas till Stavabygden.
Gården omfattar 1/4 dels mantal.
Gården gränsade i norr till Sunneryd och Rossholmen, i öster till Stavreberg, i söder till Lilla Krokek och i väster till Hårstorp.
I äldre tider hade Näteryd plats som egen gård i jordeböcker och mantalslängder. I mantalslängden 1719 uppges att Näteryd brukas under Kushult, som inte gränsar till Näteryd. Rossholmen ligger emellan.

## Skiftesförrättningar
Laga skiftet genomfördes 1841. Näteryd var då uppdelat på sex ägare.

## Från tinget
Vid tinget i Gränna den 6 juni 1652 klagade Per i Sunneryd på att Håkan i Näteryd kallat honom för tjuv och skälm.
Han dömdes att böta tre daler. Bygden hörde då till Wisingsborgs grevskap och ingick i Vista härad. Tingen hölls först i Reaby, senare i Gränna.
Befallningsmannen Anders Skog i Kushult var Per Brahe den yngres fogde eller befallningsman och han hade efterträtt Anders Ingemarsson

## Arkeologisk utredning
Inför en planerad vindkraftsetablering gjordes en arkeologisk utredning avseende Näteryd 1:4.
Man har hittat en dammvall och en lämning efter en kvarn samt lämningar efter ett soldattorp och en backstuga.